# Richard Rakotonirina
Dans le nom malgache Rakotonirina Richard, le nom de famille précède le prénom, mais cet article utilise l’ordre habituel en français Richard Rakotonirina, où le prénom précède le nom.
Richard Rakotonirina, né le 9 avril 1963 à Farafangana, est un général et homme d'État malgache, ministre de la Défense nationale depuis janvier 2019 dans le gouvernement Ntsay.

## Biographie
Richard Rakotonirina a effectué sa scolarité au collège Saint-Vincent-de-Paul de Farafangana, puis au lycée Raherivelo-Ramamonjy (SEMIPI) de Fianarantsoa. Il a ensuite fait des études d'histoire à l'université de Madagascar.
Durant son parcours d'officier, il a fait des séjours de formation dans différents pays, notamment à 3 reprises en Indonésie (2000, 2005, 2011-2012).
Veuf, il est père de quatre enfants.